# Mordellistena diversa
Mordellistena diversa es una especie de coleóptero de la familia Mordellidae.

## Distribución geográfica
Habita en Sudán.